# 屏東菸葉廠
屏東菸葉廠，又稱屏東菸廠或歸來菸廠，為屏東縣屏東市一座已關廠的菸草加工廠。其最早為1936年設立的「專賣局屏東支局葉煙草再乾燥場」，在戰後作為公賣局屏東菸廠後，所負責屏東菸區的菸草栽種面積在1970年代曾達到全臺最大。而台灣在2002年加入世界貿易組織後，由於受到進口香菸影響，屏東菸廠隨即於同年關廠。
屏東菸葉廠及其附屬設施全區於2010年被指定為屏東縣歷史建築，為台灣現今規模最大的菸葉初級加工廠，而屏東縣政府將其規劃為「屏菸1936文化基地」，於2022年2月開始營運。

## 介紹
臺灣總督府專賣局於1936年在屏東市歸來設立了「專賣局屏東支局葉煙草再乾燥場」，並在1937年開始運作，此時的廠區只有東半部。屏東菸葉廠與位於台中大里、花蓮吉安及嘉義市的菸葉加工廠為台灣於日治時期設立的四所菸草加工廠，且皆在戰後持續運作。屏東支局葉煙草再乾燥場在戰後1949年10月，改稱為「臺灣省菸酒公賣局屏東煙葉加工廠」。1950年10月，附設捲菸部，在加工廠內成立屏東菸草工廠，製造捲菸及菸絲，並在1953年1月正式改稱為「臺灣省菸酒公賣局屏東菸廠」。為了因應業務擴增，後來增設了西半部的廠區，且多次擴增和更新設備，最後新建的倉庫建於1994年。
屏東菸葉廠在全盛時期的員工超過一千人，且包含鄰近的宿舍和廠內的福利社、休憩空間、醫務室等自成了一個社區；屏東菸葉廠的產量占全台菸業專賣的45%，高雄美濃、屏東里港、九如、高樹、萬丹、潮州、東港等地區都是重要菸葉生產區。
台灣在2002年加入世界貿易組織後，臺灣省菸酒公賣局改制為臺灣菸酒公司，結束了專賣制度。屏東菸葉廠亦在同年關廠，輔導原耕種菸草的農民休耕或轉種。屏東菸廠的中山堂、鍋爐室、菸草葉除骨及復薰加工區於2010年4月被登錄為歷史建築；而在2017年11月，屏東菸廠增列辦公室、警衛室和倉庫等設施，全區共32棟建築為歷史建築，95%的產業設施皆被保留。屏東縣政府計畫將其規劃為文創園區，並自2018年中華民國文化部列為「屏東菸葉廠再造歷史現場計畫」，協助修復菸廠設施、建置菸葉博物館、在地參與以及文創產業營運輔導。